# 首哇朵蛛
首哇朵蛛（学名：Wadotes primus）为暗蛛科哇朵蛛属的动物。在中国大陆，分布于香港等地。该物种的模式产地在香港。